# Pilibhit (district)
Pilibhit is een district van de Indiase staat Uttar Pradesh. Het district heeft een oppervlakte van 3686 km². In 2001 telde het 1.645.183 inwoners, in 2011 was het inwonertal gestegen tot 2.031.007.
De hoofdplaats is de gelijknamige stad Pilibhit. De naam "Pilibith" betekent "muur van gele modder".

## Geografie
Het district Pilibhit ligt in de regio Rohilkand in de vlakte aan de voet van de Himalaya op de grens met Nepal. Het staat bekend als de oorsprong van de voor hindoes heilige rivier de Gomti. Door het noordoosten van het district stroomt de Kali.
Pilibhit is een van de bosrijkste gebieden van Uttar Pradesh en heeft daarmee toeristisch potentieel. De ongeveer 54 km lange grens tussen Nepal en India maakt het een gevoelig gebied uit veiligheidsoogpunt.
Samen met drie andere districten maakt Pilibhit deel uit van de divisie Bareilly. Naast de hoofdstad Pilibhit behoren ook plaatsen als Puranpur, Bilsanda, Nyoria Husainpur en Barkhera tot het district.
Volgens een schatting van de Indiase regering leeft circa 45% van de bevolking van Pilibhit onder de armoedegrens.
Hoofdstad: Lucknow
Districten:
Divisie Agra: Agra · Firozabad · Mainpuri · Mathura
Divisie Aligarh: Aligarh · Etah · Hathras · Kasganj
Divisie Ayodhya (Faizabad): Ambedkar Nagar · Amethi · Ayodhya (Faizabad) · Barabanki · Sultanpur
Divisie Azamgarh: Azamgarh · Ballia · Mau
Divisie Bareilly: Bareilly · Budaun · Pilibhit · Shahjahanpur
Divisie Basti: Basti · Sant Kabir Nagar · Siddharthnagar
Divisie Benares (Varanasi): Benares (Varanasi) · Chandauli · Ghazipur · Jaunpur
Divisie Chitrakoot: Banda · Chitrakoot · Hamirpur · Mahoba
Divisie Devipatan: Bahraich · Balrampur · Gonda · Shravasti
Divisie Gorakhpur: Deoria · Gorakhpur · Kushinagar · Maharajganj
Divisie Jhansi: Jalaun · Jhansi · Lalitpur
Divisie Kanpur: Auraiya · Etawah · Farrukhabad · Kannauj · Kanpur Dehat · Kanpur Nagar
Divisie Lucknow: Hardoi · Lakhimpur Kheri · Lucknow · Raebareli · Sitapur · Unnao
Divisie Meerut: Bagpat · Bulandshahr · Gautam Buddha Nagar · Ghaziabad · Hapur · Meerut
Divisie Mirzapur: Bhadohi · Mirzapur · Sonbhadra
Divisie Moradabad: Amroha · Bijnor · Moradabad · Rampur · Sambhal
Divisie Prayagraj (Allahabad): Fatehpur · Kaushambi · Pratapgarh · Prayagraj (Allahabad)
Divisie Saharanpur: Muzaffarnagar · Saharanpur · Shamli